# Пасічник Сергій Васильович
Сергій Васильович Пасічник (17 вересня 1965, на Хмельниччині) — український військовик, полковник, заступник командувача Військово-Морських Сил Збройних Сил України з берегової оборони — начальник управління військ берегової оборони.

## Життєпис
У 1986 році закінчив Хмельницьке вище артилерійське командне училище.
У 1986 році службу розпочав на посаді командира взводу управління самохідно-артилерійської батареї артилерійського дивізіону.
З 1988 по 1999 рік обіймав посади від начальника розвідки штабу гаубичного самохідно-артилерійського дивізіону до командира гаубичного самохідно-артилерійського дивізіону.
У 2001 році здобув оперативно-тактичний рівень освіти.
У період 2001—2012 років — від начальника штабу — першого заступника командира самохідно-артилерійського полку механізованої дивізії до заступника начальника центру військ берегової оборони Військово-Морських Сил Збройних Сил України.
В 2012 році — оперативно-стратегічний рівень освіти.
З 2012 по 2015 рік проходив службу на посаді начальника організаційно-планового відділу — заступника начальника управління військ берегової та територіальної оборони Командування Військово-Морських Сил Збройних Сил України.
З вересня 2015 року заступник командувача Військово-Морських Сил Збройних Сил України з берегової оборони — начальник управління військ берегової оборони.
Учасник антитерористичної операції на території Донецької і Луганської областей.